# サンジブ・カンナ
サンジブ・カンナ（Sanjiv Khanna、1960年5月14日 - ）は裁判官。第51代インド首席判事に任命され、2024年11月11日から務めている。

## 出生
カンナは1960年5月14日にインドのニューデリーで生まれ、1980年にデリーのセントスティーブンス大学を卒業した後、デリー大学法学部のキャンパス法律センターで法律を学んだ。

## インドの最高裁判所長官
ダナンジャヤ・Y・チャンドラチュド現首席判事の退任後、第51代インド首席判事に就任した。